# Bohóc

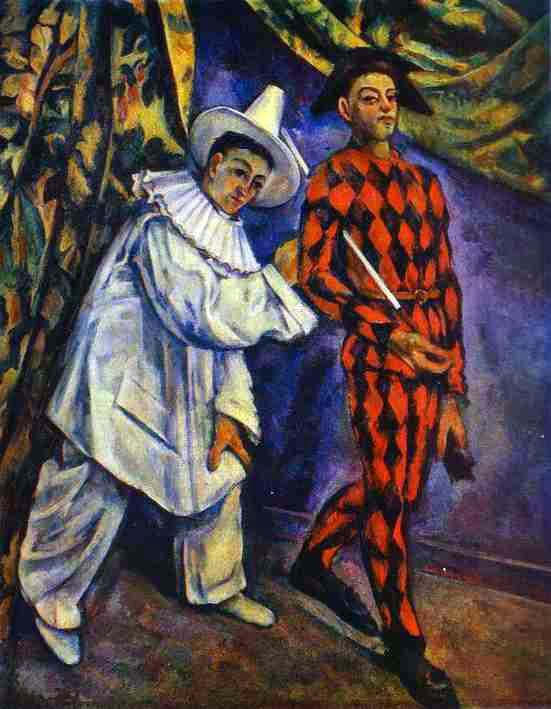
Pierrot és Harlequin Paul Cezanne festményén

A bohóc  jellegzetes jelmezű, gyakran kifestett arcú artista vagy színész. Általában cirkuszi mulattató. Megfelelői: a német Hanswurst és Dummer August, az olasz bajazzo, az angol clown.

## Története

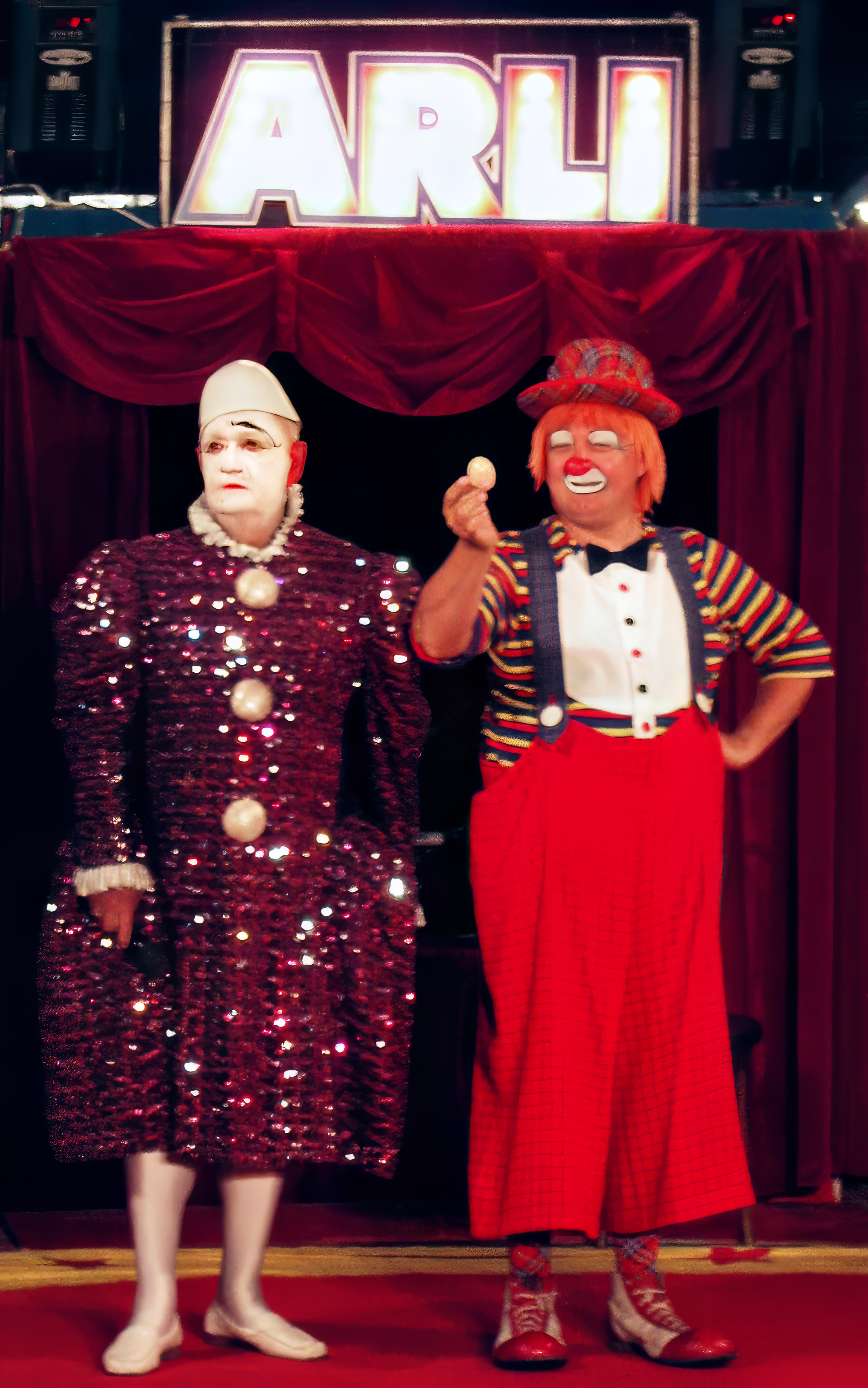
Két bohócfigura a Fehér clown és az Auguszt

A bohóc és az udvari bolond a középkori karnevál, a korai színjátszás, a vásári szórakoztatás régi archetípusainak egyike. A karneválok alatt felfüggesztett jogrendben a bohócok kimondhatták azt is, amit a világrendben sem a király, sem a vallási vezető nem tehetett meg. Az előadás folyamán használhattak trágár, gúnyos hangnemet is.
A bohóc egyfajta karikatúra megjelenítője; maszkban és mimikában, mozgásban, hanghordozásban és jelenetei tartalmában szélsőségesen eltúlzott, szókimondó.
Az idők folyamán a bohóc figurájának kialakult néhány alaptípusa. Ezek a cirkusz világában (szimbólumokként a képző-, zene- és filmművészetben is) mind a mai napig élnek.
A modern cirkuszban a bohócszám általában közjáték, dramaturgiai fogás is, a manézs berendezését, átrendezését intézik el a bohócszám alatt. Ugyanakkor a bohóc általában artista is, abban az értelemben, hogy tudja és torz formában elő is adja a légtornászok, bűvészek stb. egyes mutatványait is. A bohócszámok egyszerű szüzséjűek, áttetsző dramaturgiájúak. A nagy bohócok, bohócszámok gyakran tragikusak is egyben.

„Amikor azt mondom: bohóc, tulajdonképpen az Augusztra gondolok. A két figura tehát: a Fehér clown és az Auguszt. Az első maga az elegancia, a kecsesség, a harmónia, az intelligencia, a józanság ... A Fehér clown valójában a Papa, a Mama, a Tanító, a Művész, a Szép, minden, ami előírásos, fenséges és kötelező. A csillogó flitteres ruhát öltött tökéletességnek ez a megtestesülése ingerli lázadásra a pojácát. Vonzza a csillogás, de a példakép elérhetetlen. Ezért a földre veti magát, becsinál, ordít, lázad, megbotránkoztat. Az ész gőgös kultusza csap össze az ösztönnel ... Az Auguszt a kisgyerek, aki bekakil, aki fellázad a tökéletesség ellen, berúg és hempereg a földön, egyszóval állandóan lázadásra csábít. A Fehér clown és az Auguszt a tanítónő és a kisgyerek, az anya és csibész fia, sőt, azt mondhatnánk, hogy az angyal a lángpallossal és a bűnös.”

– Federico Fellini

## A bohócok eredete

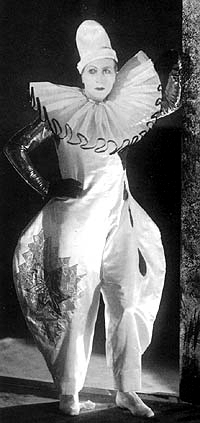
Gösta Ekman a fehér bohóc

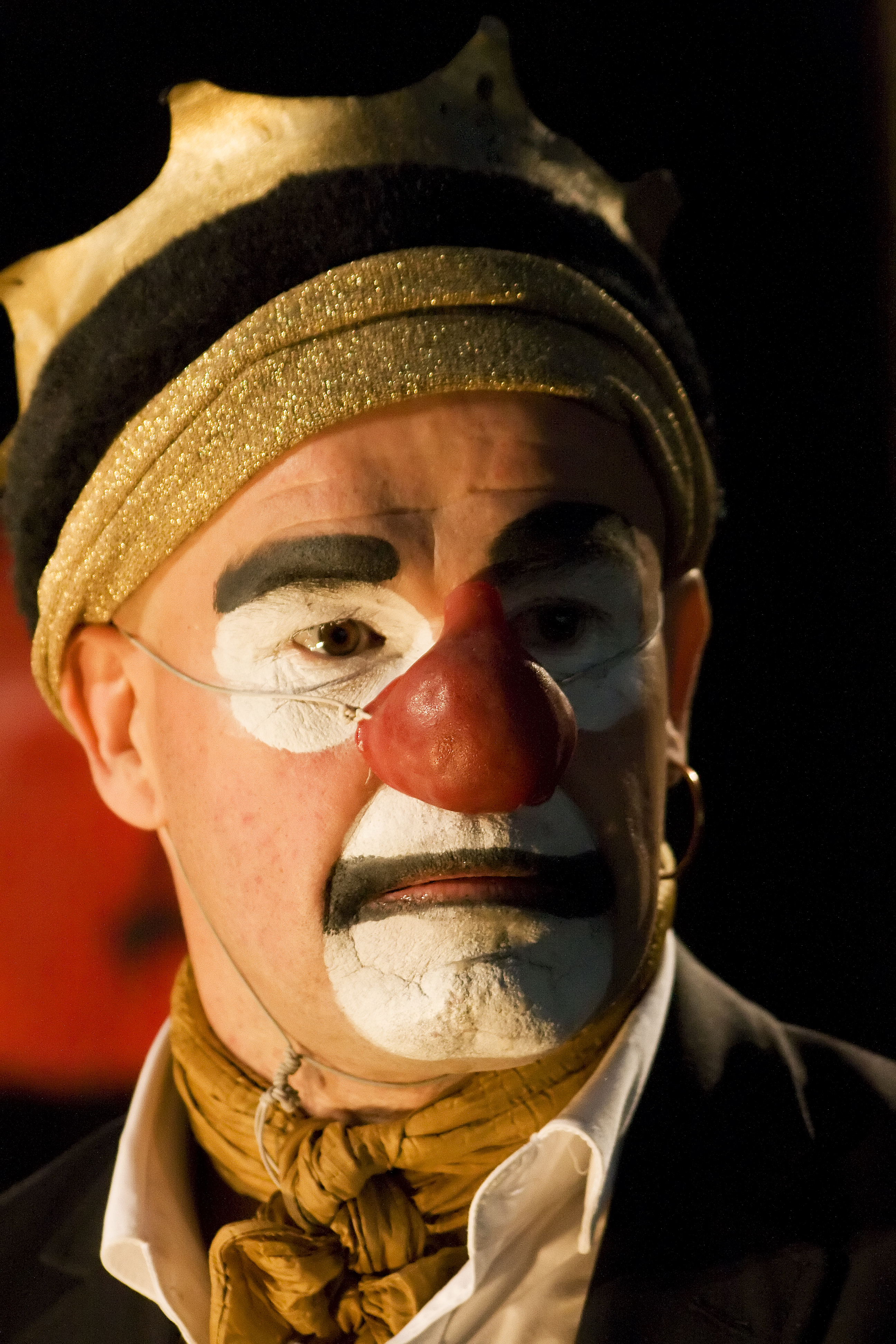
Lasse Beischer az Auguszt

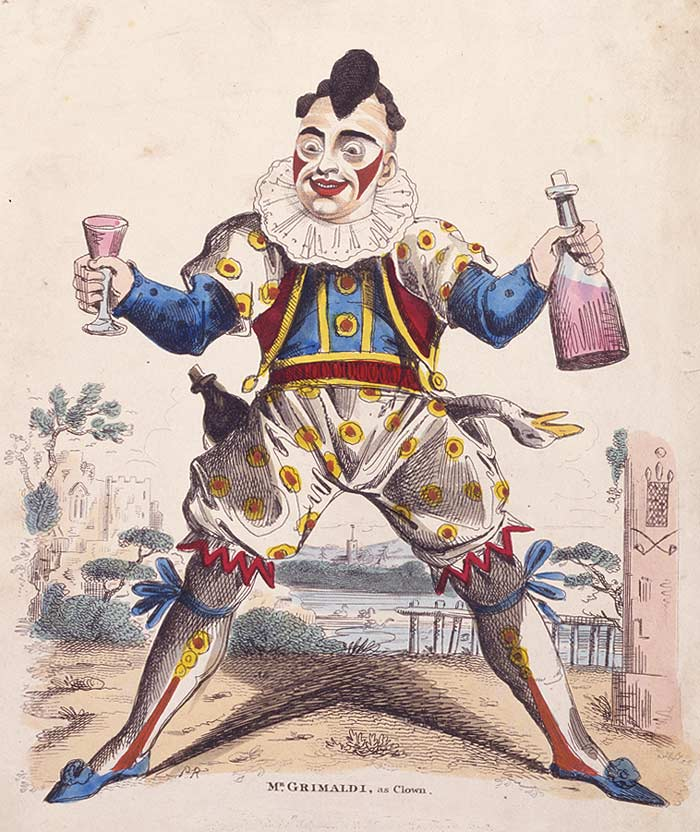
Egy angol bohóc, Joseph Grimaldi viselt először maszk helyett festéket az arcán 1778-ban

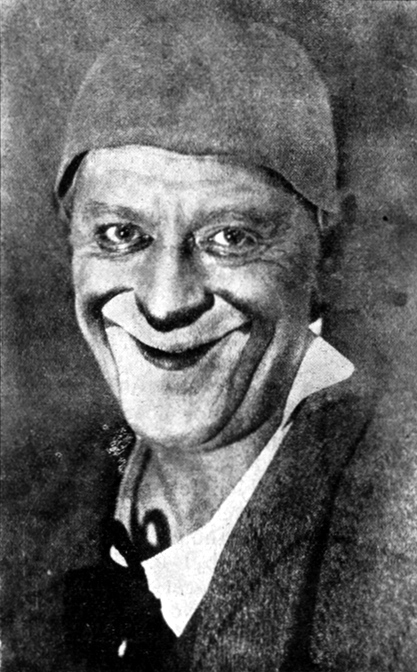
Grock

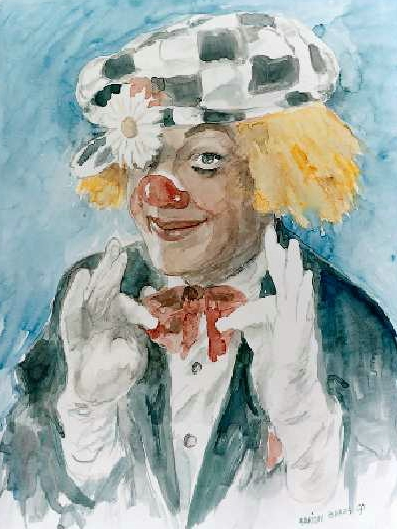
Oleg Popov

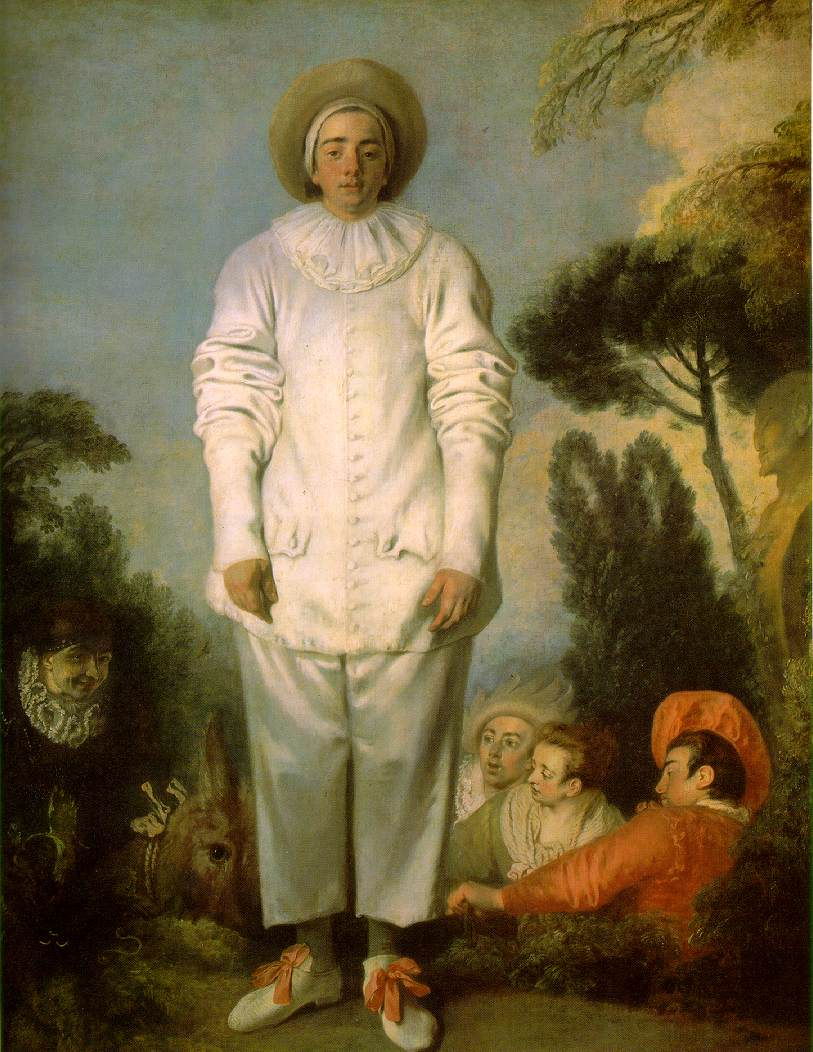
Jean-Antoine Watteau: A szomorú „fehér” bohóc Pierrot

„Öltöztess bohócnak s engedj beszélnem,
Ahogy akarok, kipucolom én
E megfertőzött világ ronda testét,
Csak szedje gyógyszerem türelmesen.”
Shakespeare: Ahogy teszik (Szabó Lőrinc fordítása)
Az emberi nevetés, nevettetés időtlensége miatt valószínűleg régi időkre nyúlik vissza eredetük. A görög színház aranykorában tűnt fel a tragikus színész, akinek ellenpárjaként születhetett a komikus személyiség.
Ugyanez figyelhető meg a farsang ünnepénél is. A nevetséges szerepek a rituális vallási szertartások ellentéteként jöhettek létre.

### A komédiák bolond szereplői
A bolond hagyományos szerep volt a középkori, majd Erzsébet-korabeli angliai színházban. A 15. században Anglia híres színházaiban jelent meg az öreg béna helyén, aki nem volt más, mint az ördög jobb keze. Vicces, ostoba alak volt, aki mindig jó előrelátó-érzékkel van megáldva, bár néha cinikus, de segítőkész figura volt.
Pierrot (a reménytelen szerelmes), Harlequin (a buta, de leleményes és vidám parasztfiú) és Columbine (a lány) a Commedia dell’arte állandó figurái voltak. A középkori színház más szereplőivel együtt (pl. Pulcinella) – fixálódott karakterük, komikus maszkjuk, pantomimszerű előadásmódjuk – lassan átkerültek a színházból a cirkusz világába és ott bohócként folytatták színpadi létüket.

### Cirkuszi bohócok
A cirkuszi bohóc Angliában a lovardákban (derbiken) született, ahol a vezetők úgy gondolták, hogy a szünetekben szórakoztatni kellene a közönséget. Így a parasztok, akiknek nem volt lehetőségük lóra ülni, előadhattak könnyed, szórakoztató számokat.
Később, a 18. század folyamán lettek népszerűek a különböző akrobatikus számok. Amikor az egyik szereplő rájött a módjára, hogyan lehetne anélkül nevettetni, hogy színészekre lenne szükség, megszületett az első kifestett bohóc, egy igazi harlekin.
A kosztümök, sminkek, kiegészítők is fejlődtek az idők során és a bohócok egyre színesebbre festették arcukat.
Híres cirkuszi bohócok: 
- Joseph Grimaldi(wd) – angol
- Oleg Popov – orosz
- Grock – svájci
- Charlie Rivel – katalán
- Zoli - magyar
- Eötvös Gábor - magyar
- Takács Attila - magyar

### Színházi bohócok
A modern színházi bohócok a 19. század elején jelentek meg. Angliában bizonyos színészek ötvözni akarták Shakespeare-t és a cirkuszt. Ez nem sikerült, a közönség akrobatikát akart és nem szöveget. Mégis néhány ilyen bohócnak sikerült hírnévre szert tennie.
A 20. században olyan komédiások tűntek fel, mint Raymond Devos és Coluche, akik darabjaikban megőrizték gesztusaikat és lelkiállapotukat, ezzel egy sajátos bohócattitűdöt teremtve.

## Atarotbolondja
Egy férfi, hátán batyuval, kezében bottal lép, egy kutya éppen ráugrik, és nadrágját tépi. E lapnak nincs száma. Nem tudni, hogy 0 vagy pedig 22. Egyesek úgy értelmezik, hogy mint egyes kártyajátékban a páratlan, a Fekete Péter, a komikus figura, ő az, aki a közösségen kívül él.
A bolond kártyája jelenti a kezdetet és a véget: Istentől való elszakadás és Istenbe való visszatérés. Utal arra, hogy a világ dolgai és történései ciklikus körforgások képében nyilvánulnak meg: kezdet – létezés – vég, a vég mindig valami újnak a kezdete. A ciklikusan ismétlődő halál-újjászületés sorozatot jelez, és nem azonos a Halál kártya egy alkalomra szóló halál-újjászületésével.

## Az udvari bolond
Az udvari bolondot az uralkodó ellenzékének szokás nevezni. A Pallas lexikon ezt írja róla:
„Az udvari bolondok már az ókorban is előforduló olyan személyek, kiknek feladatuk volt a nagy urakat, különösen lakoma alatt és után, tréfáikkal szórakoztatni. Rendesen kiváltságos joguk volt kényesebb és urukat, királyukat érintő témákat is érinteni, sőt néha ízléstelen módon tárgyalni. Ennek néha megvolt a maga előnye, mert egy sikerült tréfával jó kedvre hangolva uralkodóját, olyan tárgyak felé irányíthatta annak figyelmét, melyeket más udvari embernek említeni is tilos volt. Némely Az udvari bolond szellemessége nemcsak uralkodója szívében, de a történelem lapjain is helyet biztosított magának. Igy például Triboulet és utóda Brusquet I. Ferenc francia király udvarában, azután ugyanazon időben Bölcs Frigyes szász választó fejedelem udvarában Klaus Narr, kinek bohóságai több kötetben meg is jelentek. Egyes főúri házaknál még a múlt, sőt a jelen században is tartottak bohócokat. Igy például Szigligeti Ede A dráma és válfajai c. munkájában (Budapest 1877, 447. old.) elmondja, hogy gyermekkorában még látta a nagyváradi prépost grófnak udvari bohócát. A hagyomány sokat mesél Mátyás király, Apafi Mihály és Stibor vajda Beckó nevü udvari bohócáról. Ha a róluk keringő mondák nem is volnának hitelesek, eléggé bizonyítják kihatásukat koruk szellemi életére, mely megörökíti emléküket.”

## A bohóc mint a művész önarcképe
A modern időkben a bohóc gyakran a művész önarcképeként jelenik meg. Watteau Pierrotja az egyike az ilyen műalkotásoknak. De az is lehet, hogy már Shakespeare tragédiáiban a humoros közjátékok is, és kiváltképp a Lear király bolondja is művész-önarckép.
A lengyel Jan Matejko több historikus képén is megfestette a hazáért aggódó Stańczyk alakját. Ilyen a Stańczyk című festménye, vagy a Porosz hódolat. Utóbbin saját arcvonásait kölcsönözte neki.
A clown figurájának szimbólumként való használata a 20. század elején bontakozott ki, legerőteljesebben Picassonál és Chagallnál, Klee-nél, Mironál, a költészetben Apollinaire-nél, a prózairodalomban Kafkánál, Thomas Mann-nál, a magyar irodalomban pedig például Karinthy Frigyes Cirkusz című novellájában.

## A filmművészetben
- Federico Fellini Bohócok (1970) című filmje („Filmjeim sokat köszönhetnek a cirkusznak. A bohócok hivatásom nagykövetei voltak...”)
- Victor Sjöström Akit arcul csaptak (1924) című némafilmje [5]
- A Bohóc (1996-2003) német akció-film sorozat